# Museo Arqueológico de Narbona

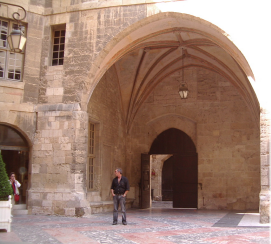
Acceso al Museo arqueológico.

El Museo Arqueológico de Narbona (Francia) se encuentra incluido en el conjunto del Palacio de los Arzobispos, en la ciudad de Narbona.
En la entrada hay una reproducción de la loba romana. En el primer piso se exponen las referencias de la civilización romana, hay tres salas dedicadas a los documentos y restos descubiertos en las excavaciones, especialmente en las realizadas en el Cercado de la Lombarda (barrio norte de la ciudad vieja). Unas salas están destinadas a las técnicas de excavación y restauración, y otra sala a la arquitectura civil romana, con decoraciones, pinturas y mosaicos, todo ello restaurado en Narbona por el grupo de Búsquedas Arqueológicas Narbonés.
Se accede, por el Museo, a la capilla de la Magdalena y se llega a una de las salas destinadas a las lápidas – entre las cuales hay una señal de la vía Domiciana que es la inscripción en latín más antigua de Francia-, inscripciones relativas al culto imperial, la estatua de un silfo ebrio, el sarcófago de los amantes vengativos, estrellas funerarias, sarcófagos paleocristianos, restos de la catedral primitiva (del siglo V) construida por el obispo Rústic, y muchos objetos más (joyas, utensilios, vidrieras, huesos, cerámicas, monedas y un ánfora romana con cadena de plomo en muy buen estado que fue encontrada en el puerto náutico en 1990).
Hay, también, una muestra de objetos de la prehistoria, neolítico y edades del bronce y del hierro, procedentes de las cuevas de los alrededores, especialmente de Bisa y de La Clapa.
- Datos: Q11694502
- Multimedia: Musée archéologique de Narbonne / Q11694502